# Pascal Schumacher
Pascal Schumacher (né le 12 mars 1979 à Luxembourg) est un compositeur, interprète et vibraphoniste de jazz luxembourgeois.

## Parcours
Pascal Schumacher se forme aux percussions au Conservatoire de Luxembourg. Il s'oriente vers la musique contemporaine avec les vibraphonistes Emmanuel Séjourné et le jazz avec Guy Cabay.
En 2002 il forme un quartet avec le pianiste Jef Neve, le contrebassiste Christophe Devisscher et le batteur Teun Verbruggen (remplacé par Jens Düppe en 2006), avec lequel il enregistre trois albums sur le label Igloo Records : Change Of The Moon (2004), Personal Legend (2005), et Silbergrau (2007).
En 2008, Jef Neve est remplacé par le pianiste Franz von Chossy, mais continue sa collaboration en duo avec Pascal Schumacher avec l'album Face To Face en 2010.
Pascal Schumacher travaille pour le cinéma (B®USH, vidéo de Mich Welfringer), la danse et le théâtre (projet Luxtime, mise en scène de Laura Schroeder), compose pour des big bands et des ensembles de chambre. En 2004, le Pascal Schumacher Quartet est récompensé du premier prix et du prix du public au Tremplin Jazz d’Avignon. Un an plus tard, en Belgique, il remporte un Djangodor dans la catégorie "Nouveau Talent". En 2007, il est nommé aux European Djangodor Awards.
En janvier 2015 il crée son premier Concerto pour vibraphone solo "Windfall Concerto" avec l'Orchestre Philharmonique du Luxembourg sous la direction du jeune chef Duncan Ward. 
Dans ses pérégrinations entre le jazz, l'électro et la musique classique, il se produit régulièrement en tant que soliste ou au sein de ses propres formations et entretient ainsi des collaborations musicales intenses avec des musiciens tels que Jef Neve, Francesco Tristano, Bachar Mar Khalifé, Nicolas Dautricourt, Jens Düppe, Pol Belardi, Franz von Chossy, Oliver Strauch, Jeff Herr et Marc Demuth et au eu la chance de se produire entre autres aux côtés de notoriétés du jazz tels que Kenny Barron, Philip Catherine, Wolfgang Haffner, Justin Faulkner, Magic Malik, Tineke Postma, Jochen Rückert, Michael Wollny, John Hollenbeek, Nils Landgren, Loren Stillman, Dan Berglund...
Il a présenté ses propres projets dans les plus prestigieuses salles de concert d'Europe, tels le L'Auditori de Barcelone, le Barbican de Londres, BOZAR Bruxelles, Concertgebouw Amsterdam, Casa da Musica de Porto, Konserthuset Stockholm, Konzerthaus Wien, Laeiszhalle Hamburg, Megaron d’Athènes, Mozarteum de Salzbourg, Tonhalle Zurich, ainsi qu’aux Philharmonies de Luxembourg, Essen, Cologne, Berlin, Cracovie et Paris. Il est l’invité de notables festivals de jazz tels que Londres, Manchester, Paris, Yokohama, Melbourne, Vancouver, Montréal, Ottawa, Mexico City, Copenhague, Hambourg, Salzbourg, Middelheim, Bolzano, Varsovie, Vilnius, Tallinn, Helsinki, Reykjavik, Amman, Rabat, Izmir....
Il s’est produit en soliste avec le Zürcher Kammerorchester, WDR Rundfunkorchester Köln, la Camerata Megaron d’Athènes, l’Orchestre Philharmonique du Luxembourg, l’Orchestre de Chambre du Luxembourg, United Instruments of Lucilin, Deutsches Kammerorchester Berlin, Neue Philharmonie Frankfurt et la Junge Norddeutsche Philharmonie.
Depuis 2001, Pascal enseigne la percussion classique et depuis 2015 le vibraphone jazz au Conservatoire de Musique de Luxembourg. De 2010 à 2014 Il a enseigné au département jazz de à la Hochschule für Musik Saarbrücken.

## Prix
- IKB Jugend-Förderpreis (1998)

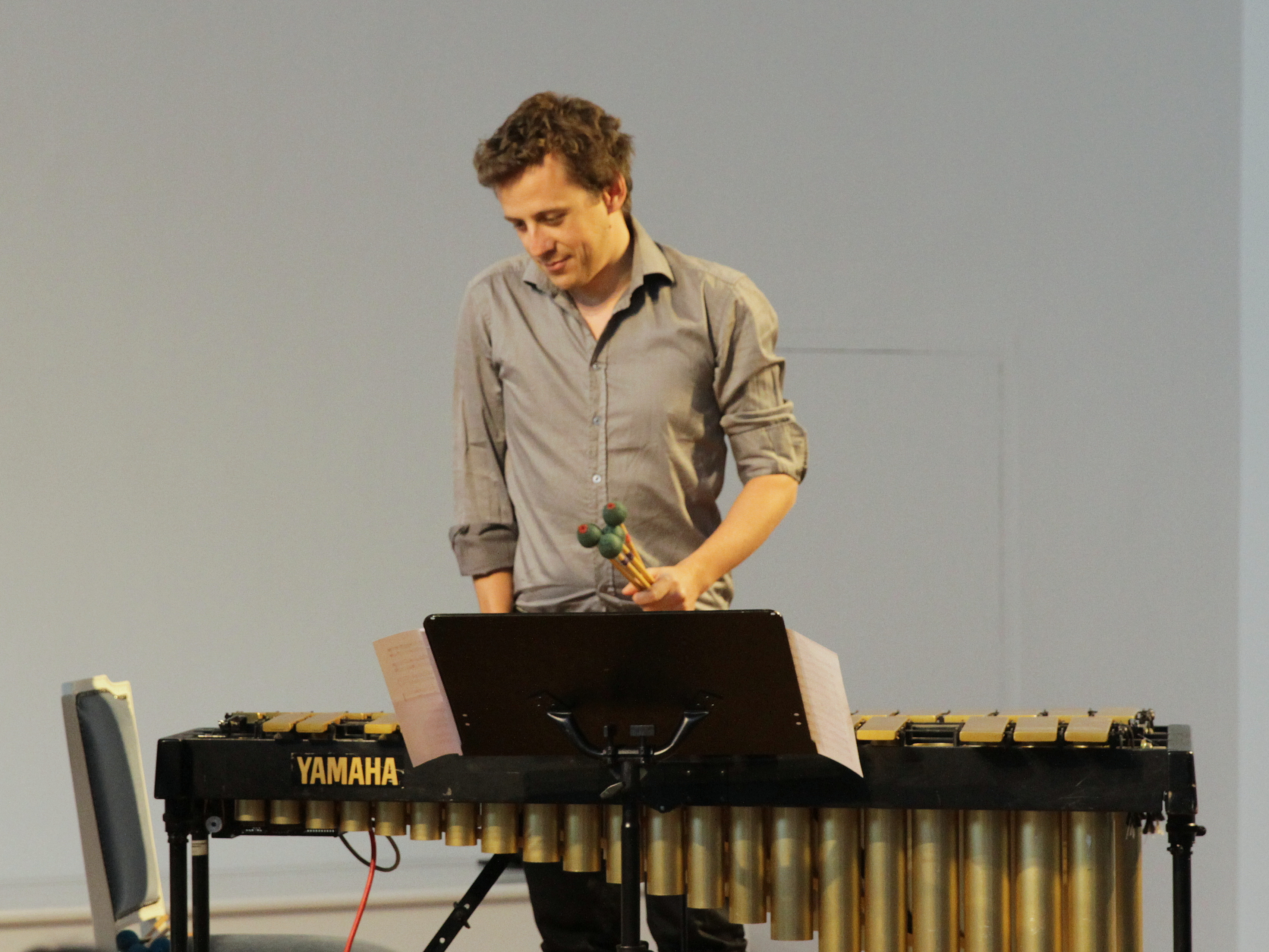
Pascal Schumacher, Tonspuren Irsee 2014

- Prix Norbert Stelmes des Jeunesses Musicales Luxembourg (1999)[3]
- Premier prix et prix du public, Tremplin Jazz d'Avignon (2004)[2]
- Djangodor du nouveau talent, Belgian Jazz Trophy (2005)[2]
- Echo Jazz (2012)[2]
- Export Artist 2012 par le Bureau d'Export de la Musique Luxembourgeoise: Music:Lx.
- JTI Eurocore Jazz Award 2013
- OPUS KLASSIK ensemble avec Danae Dörken

## Discographie

### En leader/co-leader
- 2004 : Pascal Schumacher Quartet : Change Of The Moon, Igloo Records
- 2006 : Pascal Schumacher Quartet : Personal Legend, Igloo Records
- 2007 : Pascal Schumacher Quartet : Silbergrau, Igloo Records
- 2009 : Pascal Schumacher Quartet : Here We Gong, Enja Records
- 2010 : Jef Neve - Pascal Schumacher : Face To Face, Enja Records
- 2011 : Pascal Schumacher Quartet : Bang My Can, Enja Records
- 2015 : KhalifeSchumacherTristano : Afrodiziak, MPS Records
- 2015 : Pascal Schumacher : Left Tokyo Right, Laborie Jazz
- 2017 : Pascal Schumacher feat. Maxime Delpierre : Drops & Points, Modulating Music
- 2018 : Pascal Schumacher feat. Maxime Delpierre : Drops & Points Reworks, Modulating Music
- 2020 : Pascal Schumacher : SOL, Neue Meister/EDEL KULTUR
- 2020 : Pascal Schumacher : SOL - The Mudam Session, Neue Meister/EDEL KULTUR
- 2021 : Pascal Schumacher : Re: SOL, Neue Meister/EDEL KULTUR
- 2022 : Pascal Schumacher : LUNA, Neue Meister/EDEL KULTUR
- 2024 : Pascal Schumacher : GLASS ONE, Neue Meister/EDEL KULTUR
- 2024 : Pascal Schumacher & Danae Dörken : GLASS TWO, Neue Meister/EDEL KULTUR

### En sideman
- 2007 : Chroma : Radea, Home Records.
- 2008 : Marc Demuth Quartet feat. Sofia Ribeiro : Orik,
- 2008 : Kristen Cornwell Quintet : Distant Skies, Jules Jazz Records.
- 2009 : Ozma : Strange Traffic, Label Juste Une Trace
- 2012 : Céline Bonacina : Open Heart, ACT Records.
- 2016 : Arash Safaian/Sebastian Knauer : Uber Bach, Neue Meister/EDEL KULTUR